# 袁枚
袁枚（1716年3月25日—1797年1月3日）。字子才，号简斋，别号随园老人，時稱隨園先生，浙江錢塘縣（今浙江杭州）人，祖籍浙江慈谿，清代诗人、文學家、散文家、美食家。年廿四中進士，曾官溧水、江浦、沭陽、江寧等地知縣，約三十八歲辭官還鄉，致仕之後因投資地產有道，家財萬貫。官至縣令，追贈二品奉政大夫。

## 生平
袁枚家貧，父親袁濱以四處擔任幕賓為生，母親章氏女紅持家，袁枚發憤苦讀。
袁枚出生於康熙五十五年三月初二日（1716年3月25日），雍正六年（1728年）中秀才，進入縣學，鄉里視為神童，「少聰穎，年十二能文，嘗作《高帝》、《郭巨》二論，莫不異之」。十五歲補增廣生，十八歲經浙江總督程元章推薦，進入萬松書院學習。十九歲得浙江學政帥念祖賞識，拨為優等。
乾隆元年（1736年）因長相俊秀，文筆優美，受廣西巡撫金鉷推薦應博學鴻儒科考試，「乾隆元年，先生游廣西，省其叔父於巡撫金公幕，金公奇其狀貌，命為詩，下筆千言，遂大為讚歎。」年僅二十歲，是當時年紀最小的，故未錄取。乾隆三年（1738年）中式舉人，乾隆四年（1739年）联捷進士第二甲第五名，選翰林院庶吉士，年方廿四。大學士史貽直翻閱其文，辭采豐美，論調凌厲，讚為「當世之賈誼」。
袁枚的文名極佳，翰林散館，外派為知縣，曾令溧水、江浦、沭阳等县。乾隆十年（1745年）任江宁（今江苏南京）知縣。两江总督尹继善稱讚他：“可谓宰相必用读书人矣！”
袁枚三十八歲即厭惡官場生活，休官養親，不复为官，于金陵小仓山筑“随园”恬淡自居，蒐集书籍，创作诗文，悠闲度过五十年。他在给友人程晋芳的信中说：“我辈身逢盛世，非有大怪癖、大妄诞，当不受文人之厄。”游历南方诸名山，与诗友交往。旅居扬州的徽州棠樾盐商鲍志道也是他的好友之一，慷慨资助他出版诗集，又捐助其妹袁机的丧事费用。
八年任官，頗儲俸祿，加上文名在外，時常為各地富豪、世族寫跋撰序、作墓誌銘，潤筆所得甚多，致仕後藉以投資，理財有道，盛置田產，招募大量佃農，蓄積數萬兩銀，以財自娛，但為人仗義疏財，在好友程晉芳死時，焚毀程晉芳所欠白銀五千兩的借據，不但不向其親人索討，還拿了一筆錢餽贈程晉芳的遺孤。晚年逝世時，留下了“田產萬金，餘銀兩萬”，交付經營，以餘息供家族後人讀書營生。
嘉慶二年十一月十七日（1797年1月3日）袁枚逝世，享壽八十歲。

## 文學

袁枚手跡《致西崖書札》

袁枚擅長詩、賦、制藝，能寫駢文、小品文、筆記，乾隆朝為诗坛盟主，與張問陶、趙翼合稱清代「性靈派三大家」，又為“清代駢文八大家”、“江右三大家”之一，文筆亦與協辦大學士直隸紀昀齊名，時人稱「南袁北紀」。其喜好廣泛，甚至編寫食譜、志怪小說，著有《小仓山房文集》（杭世骏、蒋士铨序）、《小仓山房诗集》、《随园诗话》、《子不语》、《祭妹文》等。書信亦有名，其《小倉山房尺牘》與許葭村《秋水軒尺牘》、龔未齋《雪鴻軒尺牘》，人稱「清代三大尺牘」。袁枚生平喜稱人善、獎掖士類，也提倡女性文學，廣收女弟子。不喜理學、漢學，追求自由，反對統一思想，他說「物之不齊，物之情也，天亦不能做主，而況於人乎？」
袁枚以诗名闻当世，创作讲求性情个性，提倡“性灵说”，反对清初以来拟古和形式主义的流弊，使诗坛风气为之一新，与蒋士铨、赵翼并称“江右三大家”，文筆又與纪晓岚齊名，時稱「南袁北紀」。袁枚駢散皆通，為清代駢文八大家之首，文章通發性情，兼取六朝駢儷，「駢散合一」，較桐城派通達，亦提倡女性文學。
下為其代表作《所见》。
|  | 牧童骑黄牛，歌声振林樾。 意欲捕鸣蝉，忽然闭口立。 |

《寒夜》
|  | 寒夜读书忘却眠，锦衾香尽炉无烟。 美人含怒夺灯去，问郎知是几更天。 |

又如《馬嵬四首.其四》
|  | 莫唱當年長恨歌，人間亦自有銀河。 石壕村裡夫妻別，淚比長生殿上多。 |

袁枚《小倉山房尺牘》、許葭村《秋水軒尺牘》、龔未齋《雪鴻軒尺牘》，人稱「清代三大尺牘」。
袁枚收錄了許多鬼故事，以簡潔明暸的筆法，寫成筆記小說《子不語》，與紀曉嵐《閱微草堂筆記》齊名，兩人也曾在各自的著作中提起對方。
袁枚也是美食家，写有著名的《随园食单》，是清朝一部系统地论述烹饪技术和南北菜点的重要著作。该书出版于乾隆五十七年〈1792年〉。文中提及其個人對飲食的研究與見解，袁枚亦不乏在文中展現對食物的好惡。
如《随园食单》中的文章〈戒火鍋〉及呈現其對火鍋文化興盛的不滿。
|  | 冬日宴客，慣用火鍋，對客喧騰，已屬可厭；且各菜之味，有一定火候，宜文宜武，宜撤宜添，瞬息難差。今一例以火逼之，其味尚可問哉？近人用燒酒代炭，以為得計，而不知物經多滾，總能變味。或問：「菜冷奈何？」曰：「以起鍋滾熱之菜，不使客登時食盡，而尚能留之以至于冷，則其味之惡劣可知矣。」 |

## 家族
先世世居宁波府慈谿县，六世祖袁茂英，明万历进士，官至布政使。
袁枚之妹袁機亦甚具學識，《如皋縣誌》、《杭州府志》、《清史稿·列女傳》皆有傳。袁機於乾隆二十四年（1759年）卒，袁枚八年後寫有〈祭妹文〉。
正室王氏無子，收繼袁枚姪子袁通為子。
側室陶姬，生一女。
袁枚六十餘歲時，側室鍾氏生子，袁枚賦詩曰：「六十生兒太覺遲，即將遲字喚吾兒。」，取名袁遲。袁遲（1779－1828），字真来，知名畫家，著有《画林新咏》等，袁遲生有三子。

## 墓葬
袁枚在小仓山筑随园，题其室曰“小仓山房”，著《小仓山房文集》。其墓亦坐落于此，碑文“皇清诰授奉政大夫显考袁简斋之墓”为姚鼐所撰，民国时尚存，但在文化大革命时被毁坏，仅残留碑址。1974年3月18日修建五台山体育馆时，袁枚墓被全面清理。